# John Wetzel
John Wetzel, né le 22 octobre 1944, à Waynesboro, en Virginie, est un ancien joueur et entraîneur américain de basket-ball. Il évolue aux postes d'arrière et d'ailier.